# 下齐尔
下齐尔是德国北莱茵-威斯特法伦州的一个市镇。总面积63.46平方公里，总人口13910人，其中男性6855人，女性7055人（2011年12月31日），人口密度219人/平方公里。